# 산부군

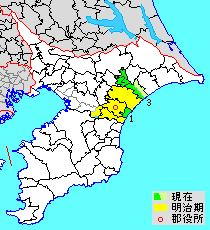
산부 군의 위치

산부군(일본어: 山武郡, さんぶぐん)은 지바현의 군이다.
인구 40,449명, 면적 134.7km², 인구밀도 300명/km².(2025년 3월 1일, 추계인구)
이하 3정으로 구성된다.
- 구주쿠리정(九十九里町)
- 시바야마정(芝山町)
- 요코시바히카리정(横芝光町)

## 군역
1889년 행정 구역으로 출범할 당시의 군역은 위 세 정에서 요코시바히카리정의 일부를 제외하고 다음을 합친 구역에 해당한다.
- 도가네시 전역
- 산무시 전역
- 오아미시라사토시의 대부분
- 지바시 미도리구의 일부

## 역사
- 1897년
  - 4월 1일 - 군제 시행으로, 야마베군(山辺郡)·무사군(武射郡)의 구역으로 산부군(山武郡)이 발족.(4정 28촌)
    - 구 야마베군 - 도가네정(東金町), 고헤이촌(公平村), 미나모토촌(源村), 오카야마촌(丘山村), 야마토촌(大和村), 도케혼고정(土気本郷町), 미즈호촌(瑞穂村), 야마베촌(山辺村), 오아미정(大網町), 마스호촌(増穂村), 후쿠오카촌(福岡村), 시라사토촌(白里村), 도요우미촌(豊海村), 가타카이촌(片貝村), 마사키촌(正気村), 도요나리촌(豊成村), 나루하마촌(鳴浜村)
    - 구 무사군 - 나루토정(成東町), 휴가촌(日向村), 오토미촌(大富村), 난고촌(南郷村), 미도리미촌(緑海村), 하스누마촌(蓮沼村), 가미사카이촌(上堺村), 오히라촌(大平村), 마쓰오촌(松尾村), 무쓰오카촌(睦岡村), 아사히촌(旭村), 오후사촌(大総村), 후타카와촌(二川村), 지요다촌(千代田村), 도요오카촌(豊岡村)

  - 5월 10일 - 요코시바촌이 정제 시행으로 요코시바정(横芝町)이 됨.(5정 27촌)
- 1898년 8월 31일 - 마쓰오촌이 정제 시행으로 마쓰오정(松尾町)이 됨.(6정 26촌)
- 1926년 4월 10일 - 가타카이촌이 정제 시행으로 가타카이정(片貝町)이 됨.(7정 25촌)
- 1935년 8월 10일 - 시라사토촌이 정제 시행으로 시라사토정(白里町)이 됨.(8정 24촌)
- 1939년 4월 1일 - 도케혼고정이 도케정(土気町)으로 개칭.
- 1940년 2월 11일 - 도요우미촌이 정제 시행으로 도요우미정(豊海町)이 됨.(9정 23촌)
- 1951년 4월 1일 - 오아미정·미즈호촌·야마베촌이 합병하여, 새로이 오아미정(大網町)이 발족.(9정 21촌)
- 1953년 4월 1일(9정 16촌)
  - 도가네정·오카야마촌·마사키촌·도요나리촌·고헤이촌의 일부·야마토촌의 일부가 합병하여, 새로이 도가네정(東金町)이 발족.
  - 고헤이촌의 잔여부가 나루토정으로, 야마토촌의 잔여부가 오아미정으로 각각 편입.
- 1954년
  - 4월 1일(8정 14촌)
    - 도가네정이 미나모토촌의 일부·후쿠오카촌의 일부를 편입하고 시제를 시행하여, 도가네시(東金市)가 되어 군에서 이탈.
    - 미나모토의 잔여부가 휴가촌에, 후쿠오카촌의 잔여부가 시라사토정에 각각 편입.

  - 10월 1일 - 나루토정·오토미촌·난고촌이 합병하여, 나루토정(成東町)이 발족.(8정 12촌)
  - 12월 1일 - 오아미정·시라사토정·마스호촌이 합병하여, 오아미시라사토정(大網白里町)이 발족.(7정 11촌)
- 1955년
  - 1월 1일 - 휴가촌·무쓰오카촌이 합병하여, 산부정(山武町)이 발족.(8정 9촌)
  - 2월 1일(8정 5촌)
    - 마쓰오정·오히라촌·도요오카촌이 합병하여, 마쓰오정(松尾町)이 발족.
    - 요코시바정·가미사카이촌·오후사촌이 합병하여, 요코시바정(横芝町)이 발족.

  - 3월 31일(7정 4촌)
    - 도요우미정·가타카이정·나루하마촌의 일부가 합병하여, 구주쿠리정(九十九里町)이 발족.
    - 나루하마촌의 잔여부가 나루토정에 편입.

  - 7월 1일(8정 1촌)
    - 나루토정·미도리미촌이 합병하여, 새로이 나루토정(成東町)이 발족.
    - 후타카와촌·지요다촌이 합병하여, 시바야마정(芝山町)이 발족.
- 1969년 7월 15일 - 도케정이 지바시(1992년, 정령지정도시가 되면서, 미도리구의 일부가 됨)에 편입.(7정 1촌)
- 2006년 3월 27일(4정)
  - 산부정·나루토정·마쓰오정·하스누마촌이 합병하여, 산무시(山武市)가 발족, 군에서 이탈.
  - 요코시바정이 소사군 히카리정과 합병하여 요코시바히카리정(横芝光町)이 발족.
- 2013년 1월 1일 - 오아미시라사토정이 시제 시행으로 오아미시라사토시(大網白里市)가 되어 군에서 이탈.(3정)